# Tifoseria dell'Ars et Labor Ferrara
In questa voce sono riportate informazioni relative alla storia ed evoluzione della tifoseria della SPAL, società calcistica italiana con sede a Ferrara.

## Contesto

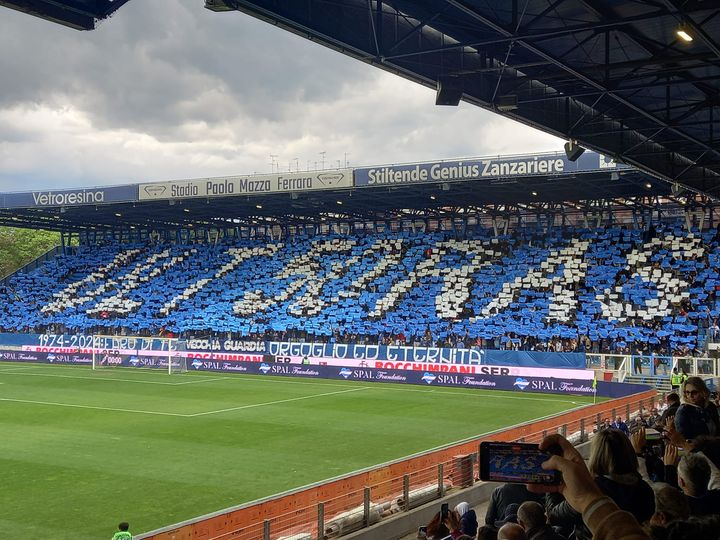
La curva ovest celebra i cinquant'anni dalla nascita del movimento ultras biancazzurro.

Nelle partite casalinghe la tifoseria organizzata si riunisce nella curva ovest dello stadio Paolo Mazza. In passato alcuni gruppi ultras si posizionavano anche nella gradinata nord, settore occupato prevalentemente da membri di svariati SPAL clubs. Prima che la curva est venisse destinata esclusivamente agli ospiti negli anni '90 alcuni tifosi biancazzurri occupavano parte del settore insieme ai tifosi avversari, attualmente la struttura è divisa in due sezioni separate per sostenitori locali ed ospiti.
Secondo un'indagine condotta e pubblicata annualmente da due società specializzate in sondaggi e ricerche di mercato, la StageUp e la Ipsos, nella stagione 2018-2019 la squadra poteva contare su un seguito stimato in circa 121 000 tifosi.

## Orientamento politico

I distinti di gradinata del Mazza colorati dalle bandiere spalline.

Dal punto di vista politico, storicamente i gruppi di tifo organizzato della SPAL sono stati schierati su posizioni miste, in maggior percentuale di sinistra. Nei decenni più recenti i sostenitori estensi si sono a più riprese dichiarati apolitici, concentrando le loro prese di posizione contro le limitazioni alla libertà personale derivanti dalla tessera del tifoso e dal Daspo. Hanno tuttavia manifestato attenzione anche ad eventi e dinamiche esterne alla vita da stadio, ultimo nel tempo il ricordo di Federico Aldrovandi, omaggiato anche con una coreografia. “La curva Ovest – hanno spiegato in un comunicato i gruppi organizzati – celebra tutto ciò che crea appartenenza identitaria alla nostra città e Federico è entrato fieramente a farne parte”.

## Tifoseria organizzata

I tifosi estensi durante SPAL- del 29 febbraio 1976.

Già dal 1920 i sostenitori spallini iniziarono a seguire la squadra, spostandosi con autobus, treni e biciclette in occasione delle trasferte del club nelle varie città emiliane. Il vero e proprio movimento organizzato del tifo biancazzurro (la cui sede in occasione delle gare interne della SPAL è la curva ovest dello stadio Paolo Mazza, intitolata all'ex attaccante Giuseppe Campione, prematuramente scomparso a causa di un incidente stradale) nacque a Ferrara nel 1973 con la costituzione del Club Zaganèl, al quale nel 1974 si aggiunsero gli Ultras. Nella seconda metà degli anni 1970 si formarono poi i gruppi Armata Biancoazzurra, Legion Of The Hooligans, Supporters, Fossa Estense e Nutty Boys.

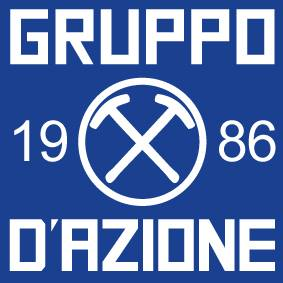
Il Gruppo d'Azione esponeva il proprio striscione esclusivamente in trasferta e veniva spesso coinvolto in incidenti con tifoserie avversarie tra la fine degli anni '80 e i primi anni '90.

La massima espansione del movimento ultras spallino si ebbe tra gli anni 1980 e gli anni 1990, inizialmente con i preesistenti gruppi, ai quali poi si susseguirono (tra gli altri) Gioventù Estense, Astra Alcool 1981, Vecchia Guardia 1974, Ultras Spal, Spal Fans, Boys 1986, Brothers, Pigs 1987, Stoned Again, Rebels, Brigata 1978, Commando Ultrà Bianco Azzurri, Toasters Group, Gruppo Asterix, Alcol Group, Nirvana Korp, Irish Clan, Gruppo Copparo, Le Iene, Nobiltà Estense, Frangia, Boys 1989 e Gruppo d'Azione.
Il gruppo principale era la Gioventù Estense che, a sua volta, si suddivideva in vari sottogruppi (Gruppo d'Azione, Action Girls. Nobiltà, Boys'89, Brothers e Razza Estinta).
Nutty Boys era il gruppo dei ragazzi più giovani, che si vestivano sempre con il bomber e ascoltavano musica ska.
Il Gruppo d'Azione era il più attivo nell'ingaggiare scontri con le tifoserie rivali in trasferta e dirigeva il tifo, i cori, i fumogeni e le torce. Fu operativo nel periodo compreso tra il 1986 e il suo scioglimento, avvenuto nel 1992, unitamente a quello di tutti gli altri gruppi, a causa di un incidente occorso durante la finale del Campionato europeo Under-21 disputata a Ferrara. In tale occasione una studentessa di Copparo, Solange Pregolato, fu ferita accidentalmente da un razzo sparato nel settore dei supporters spallini.. Il sig. Alessandro Casolari, membro di spicco del Gruppo d'Azione, sparò un razzo di segnalazione nautica che era stato inserito per errore in un pacco contenente innocui fumogeni dal personale del negozio di vendita di materiale pirotecnico. Il presidente della SPAL, Giovanni Donigaglia, rilasciò alla stampa dichiarazioni contro gli ultras ferraresi.

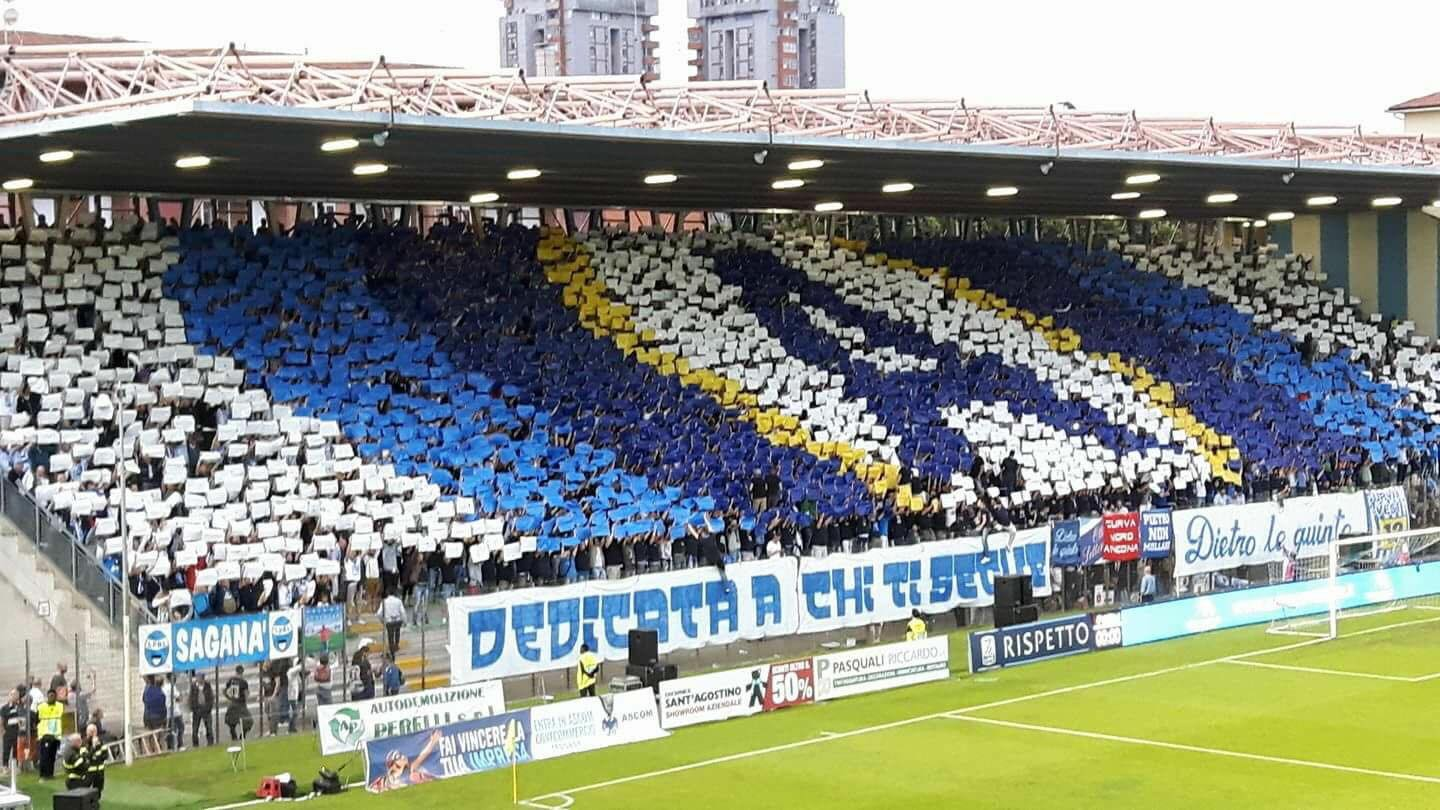
I tifosi biancazzurri celebrano la promozione in Serie A nel prepartita di SPAL- della stagione 2016-2017.

Pur non avendo beneficiato di un consistente ricambio generazionale, a causa degli scarsi successi sportivi e delle difficoltà societarie sopravvenute a partire dagli anni 2000, il movimento ultras biancazzurro è rimasto comunque attivo e vitale. In quegli anni tra i principali gruppi che ressero la curva si ricordano Tradizione Estense, Porro Group 1998, Poggio, Nucleo, A Modo Nostro, Vecchio Nutty, Vecchio Astra e Boys 1989. Il disappunto per l'introduzione della tessera del tifoso portò nel 2010 allo scioglimento di buona parte dei gruppi ultras attivi in curva, conseguentemente dal 2011 al 2013 il tifo organizzato si unì sotto il nome Estensi Curva Ovest. L'acquisizione della SPAL da parte della famiglia Colombarini contribuì a rinvigorire l'entusiasmo della tifoseria: dalla prima gara interna della stagione 2013-2014, le frange più radicali del tifo si sono riunite nel collettivo Curva Ovest Otto Settembre.

### Cronologia
Di seguito una cronistoria essenziale dei principali gruppi ultras spallini.
1973 - Nascita del Zaganèl.
1974 - Nascita degli Ultras.
1977 - Nascita del gruppo Fossa Estense.
1981 - Nascita del gruppo Astra Alcool.
1985 - Nascita del gruppo Nutty Boys.
1986 - Nascita dei gruppi Gioventù Estense e Gruppo d'Azione.
1989 - Nascita del gruppo Boys 1989.
1990 - Nascita del gruppo Ultras Spal.
1992 - Scioglimento dei gruppi Gioventù Estense e Gruppo d'Azione.
1998 - Nascita dei gruppi Tradizione Estense, Gruppo Copparo e Porro Group.
2010 - Scioglimento dei gruppi Astra Alcool, Boys 1989, Gruppo Copparo, Porro Group, Poggio, Nucleo.
2013 - Nascita del gruppo Otto Settembre.

## Gemellaggi e rivalità

### Gemellaggi

Fumogeni nel prepartita del match SPAL- giocato il 5 aprile 1992.

La tifoseria estense è gemellata dal 1984 con quella dell'Ancona e sostiene rapporti di amicizia con quelle di Genoa, Perugia, Cosenza, Potenza e L’Aquila. Da metà anni 1980 fu in vigore un ulteriore gemellaggio con i supporters della Carrarese, interrotto nel 2014 a seguito di divergenze sulla posizione in merito alla tessera del tifoso: tra i rispettivi collettivi permane tuttavia un rapporto di reciproco rispetto.

### Rivalità

I 12000 supporters biancazzurri in trasferta al Bentegodi di Verona per la finale play-off di Serie C1, giocata contro il il 19 giugno 1994.

Gli spallini nutrono forti rivalità nei confronti delle tifoserie di altre squadre emiliane: Bologna (con cui dapprima sussistette amicizia negli anni 1970, tramutatasi in accesa ostilità tra gli anni 1980 e 1990, poi affievolitasi nei decenni successivi pur rimanendo una sfida ad alto rischio incidenti), Reggiana (gemellati con gli spallini dal 1977 sino alla fine degli anni 1990, poi divenuti acerrimi rivali nei primi anni del terzo millennio), Parma, Modena e Carpi (a sua volta gemellato con la SPAL dal 1992 al 1999). Nell'area romagnola risultano attriti significativi con i collettivi al seguito di Cesena, Rimini e Ravenna.
In Veneto si registrano rapporti tesi nei confronti dei sostenitori di Vicenza, Padova e Verona. In Toscana sono rivali degli spallini i supporters di Prato, Pistoiese, Lucchese e Massese (rivale dei carraresi). Ostilità sussistono anche con i tifosi lombardi di Mantova, Como, Brescia e Atalanta, con i giuliani della Triestina, con i liguri dello Spezia e i marchigiani dell'Ascoli (rivale dell'Ancona). In svariati casi, tali antagonismi sono sfociati in scontri fisici tra le opposte fazioni.